# Hadżin
Hadżin (arab. ‏هجين‎) – miasto w Syrii, w muhafazie Dajr az-Zaur. W 2004 roku liczyło 37 935 mieszkańców. Od 2017 do 2018 stolica tzw. Państwa Islamskiego. Od 2018 stolica Regionu Dajr az-Zaur wchodzącego w skład Autonomicznej Administracji Północnej i Wschodniej Syrii.